# شارل دوم، پادشاه ناپولی
شارل دوم ناپل (فرانسوی: Charles le Boiteux‎؛ 1254 – 5 may ۱۳۰۹ (۵۴−۵۵ سال)) پادشاه اهل پادشاهی ناپل بود. وی عضو دودمان کاپتی آنژو و فرزند کارل (شارل) یکم آنجو بود. وی در ۱۲۷۰ با ماریا از مجارستان دختر ایشتوان پنجم ازدواج کرد.